# 神崎将臣
神崎将臣（1964年8月17日—）是日本漫画家。他创作了《Flag Fighters》、《Ironcat》、《鋼-HAGANE-》和《重机甲兵Xenon》等作品。他在世界范围最出名的作品是1990年代早期的《Street Fighter II-RYU》漫画。